# Kaskantyú
Kaskantyú es un pueblo ubicado en el distrito de Kiskőrös, en el condado de Bács-Kiskun, Hungría.

## Superficie
Posee una superficie de 58,28 kilómetros cuadrados.

## Demografía
Hasta 2019 la población era de 971 habitantes, con una densidad de población de 16,66 habitantes por kilómetro cuadrado.